# Hyla sarda
Pour les articles homonymes, voir Sarda (homonymie).
Espèce
Synonymes
- Dendrohyas sarda De Betta, 1853
- Hyla arborea savignyi var. fuscomaculata Camerano, 1884 "1883"

Statut de conservation UICN

 LC  : Préoccupation mineure
Hyla sarda est une espèce d'amphibiens de la famille des Hylidae.

## Répartition
Cette espèce est présente sur des îles de la Méditerranée jusqu'à 1 750 m d'altitude, :
- en Italie :
  - en Sardaigne y compris sur les îles La Maddalena et San Pietro ;
  - dans l'archipel toscan sur les îles d'Elbe, de Montecristo et de Caprera ;
- en France :
  - en Corse.
- Au Kosovo

## Description

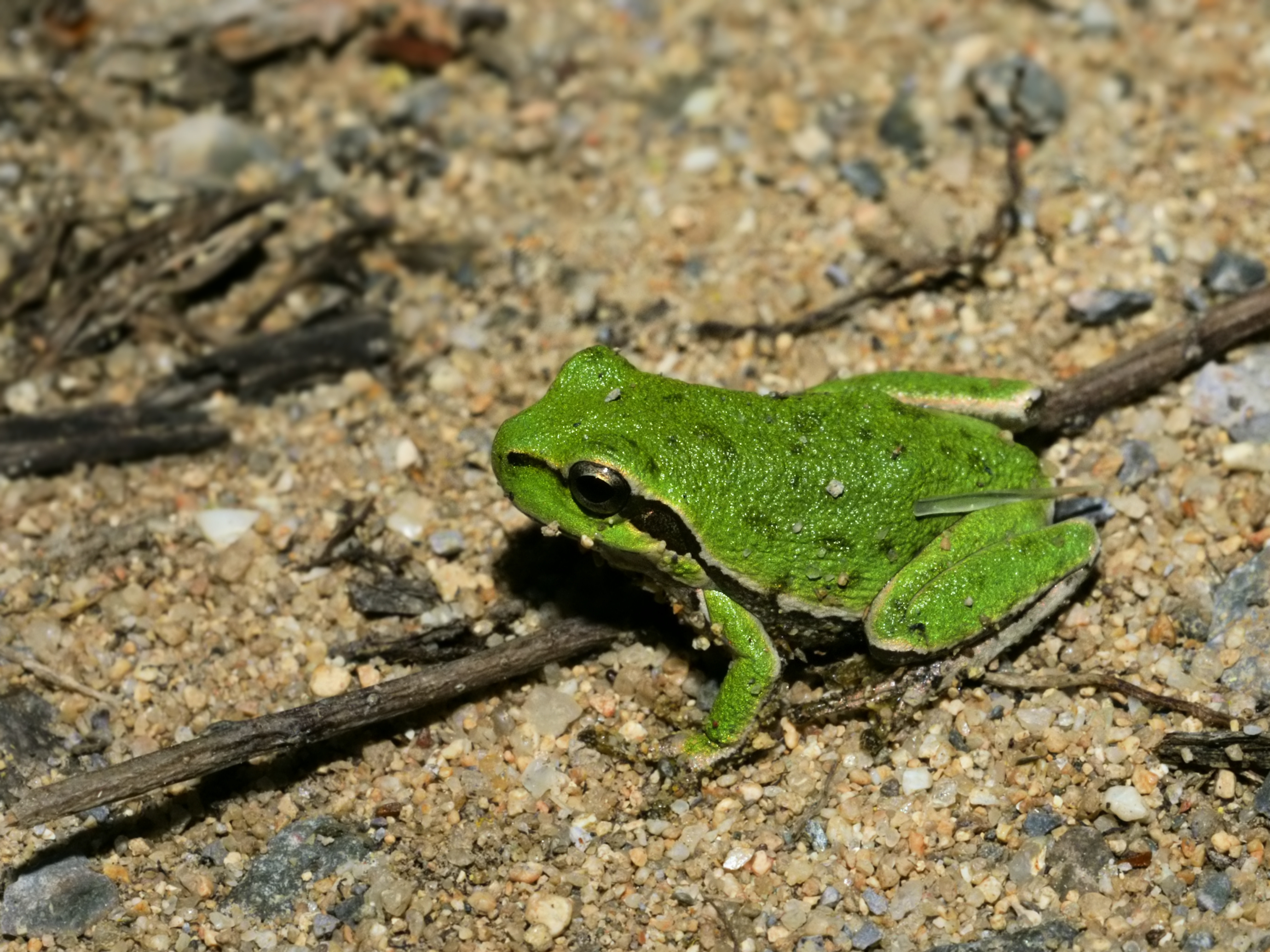
Hyla sarda

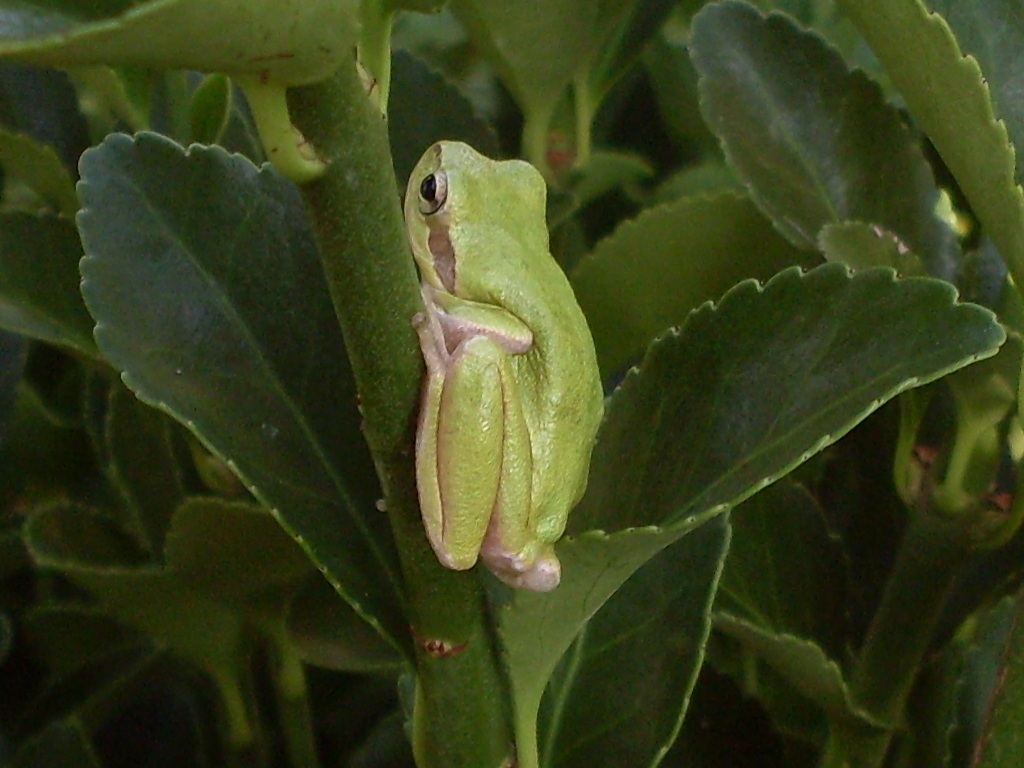
Hyla sarda photographiée à Villacidro, Sardaigne

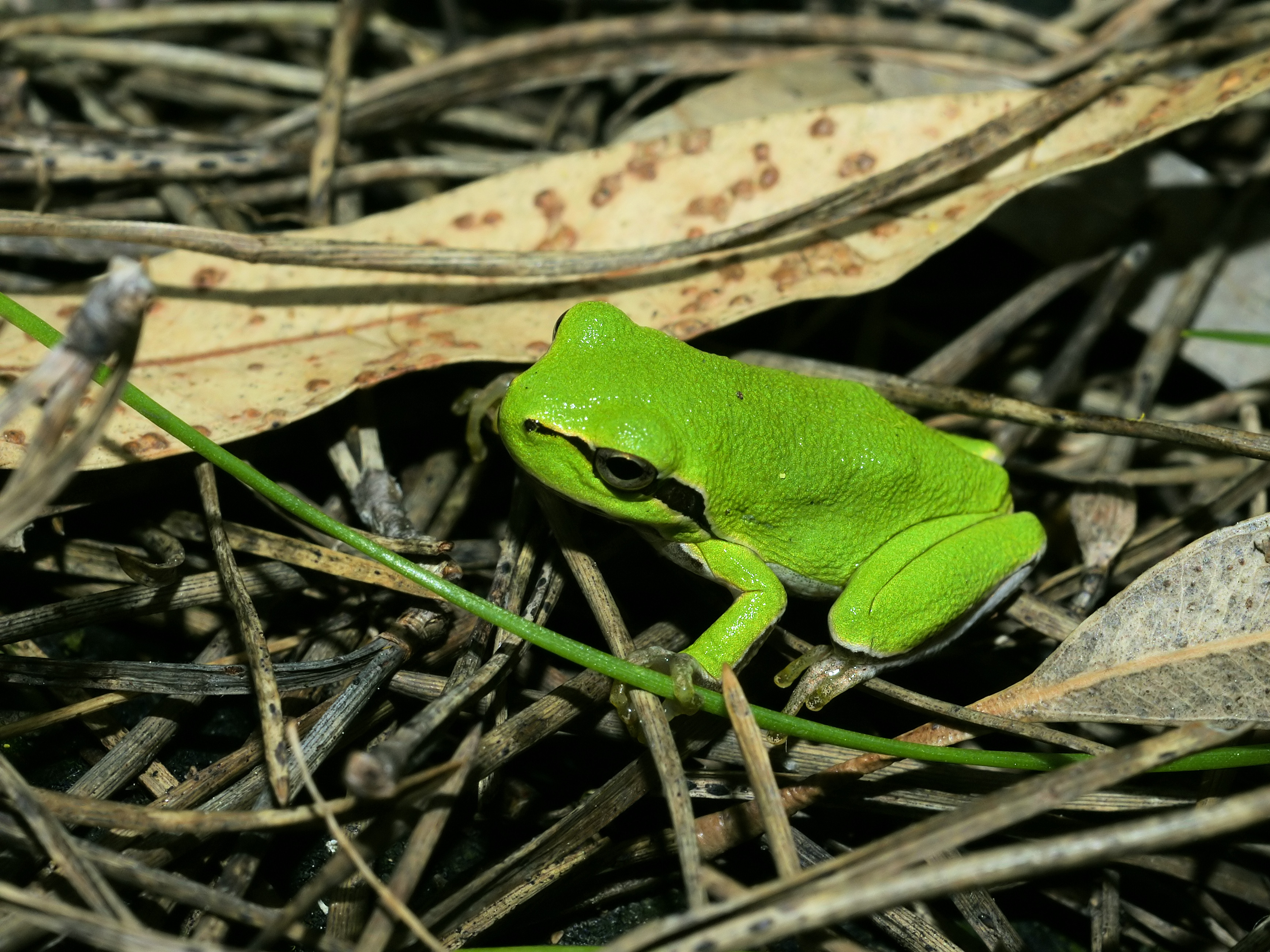
Hyla sarda photographiée à Torregrande, Sardaigne

Hyla sarda mesure généralement de 38 à 40 mm.

## Taxinomie
Anciennement Hyla arborea sarda, elle a été élevée au rang d'espèce par Lanza en 1983

## Publications originales
- De Betta, 1853 : Catalogus systematicus Rerum naturalium in Museo extantium. Sectio I. Reptilia Europae. Veronae, p. 1-29.
- De Betta, 1857 : Erpetologia delle provincie venete e del Tirolo meridionale. Memorie dell'Accademia d'agricoltura, arti e commercio di Verona, vol. 35, p. 1-365.